# 플레브스 민회
플레브스 민회(Comitia Plebis Tributa)는 고대 로마 사회에서 행정에 관련된 민회 중 평민위원회에 해당되는 민회이다.

## 개요
원래는 공적인 민회가 아니라 평민인 플레브스가 귀족인 파트리키의 지배에 대항하여 자발적으로 모인 회의에 불과했다. 귀족과의 투쟁 속에서 고대 로마의 공적인 민회로서의 지위를 획득했다. 평민만 참가할 수 있으며, 또한 의결은 1명이 1표를 가진 다수의 결정이며, 계급이 있었던 켄투리아 민회 보다는 훨씬 민주적이었다. 처음에는 2명의 호민관을 선출하는 권리만을 가지고 있었지만, 이후에 〈호르텐시우스 법〉에 의해 법안 의결권도 부여되었다.
이후 평민인 플레브스의 일부가 귀족층에 참가하여, 새로운 ‘노빌레스’라는 지배층을 형성했다. 노빌레스에 참가한 사람도 여전히 플레브스 민회에 참여하여, 투표권을 행사했기 때문에 평민위원회로서의 성격이 줄어들게 된다. 위의 호르텐시우스 법의 성립도 이러한 사정이 배경이 되었다.
이후 플레브스 민회와 마찬가지로 각 사람이 동등한 투표권을 가지며 귀족인 파트리키도 참가 가능한 모임인 트리부스 민회로 발전한다. 문헌에 따라 플레브스 민회와 트리부스 민회를 혼동하여 작성하는 경우가 있으므로 주의해야 한다.

## 같이 보기
- 로마의 민회
- 쿠리아 민회 (가문 공동체)
- 켄투리아 민회 (군사 공동체)
- 트리부스 민회